# Brève à ventre rouge
Erythropitta erythrogaster
Espèce
Statut de conservation UICN

 LC  : Préoccupation mineure
La Brève à ventre rouge (Erythropitta erythrogaster) est une espèce de passereaux appartenant à la famille des Pittidae.

## Répartition
Cet oiseau peuple les Philippines et les îles Talaud.

## Reproduction
La Brève à ventre rouge se reproduit généralement de décembre à février, mais cette période dépend de la saison des pluies. La ponte ne débute pas tant que la forêt n'a pas été abondamment détrempée par les pluies de la mousson. La Brève ne fait probablement qu'une nichée par an. Les œufs mesurent approximativement 30 mm x 23 mm.